# Caltzontepec
Caltzontepec är en ort i Mexiko.   Den ligger i kommunen Ixhuacán de los Reyes och delstaten Veracruz, i den sydöstra delen av landet, 210 km öster om huvudstaden Mexico City. Caltzontepec ligger 2 448 meter över havet och antalet invånare är 473.
Terrängen runt Caltzontepec är huvudsakligen kuperad, men norrut är den bergig. Runt Caltzontepec är det ganska tätbefolkat, med 166 invånare per kvadratkilometer. Närmaste större samhälle är Coatepec, 19,8 km öster om Caltzontepec. Omgivningarna runt Caltzontepec är en mosaik av jordbruksmark och naturlig växtlighet.